# Dương Khai Tuệ
Dương Khai Tuệ (giản thể: 杨开慧; phồn thể: 楊開慧); biểu tự Vân Cẩm (giản thể: 云锦; phồn thể: 雲錦; bính âm: Yúnjǐn); 6 tháng 11 năm 1901 – 14 tháng 11 năm 1930) là vợ thứ hai của Mao Trạch Đông, người mà ông kết hôn năm 1920. Bà có ba người con với Mao Trạch Đông: Mao Ngạn Anh, Mao Ngạn Thanh và Mao Ngạn Long. Cha cô là Dương Xương Tế.

## Tiểu sử
Dương Khai Tuệ sinh ngày 6 tháng 11 năm 1901 tại Bản Thương, Trường Sa, Hồ Nam. Năm 1921, cô gia nhập Đảng Cộng sản Trung Quốc do Mao Trạch Đông lãnh đạo. Hai người quen nhau và tiến đến hôn nhân.
Ngày 24 tháng 10 năm 1922, Dương Khai Tuệ sinh con trai đầu là Mao Ngạn Anh, năm sau sinh con trai thứ hai là Mao Ngạn Thanh, tiếp đó là con thứ ba Mao Ngạn Long.
Năm 1927, lần hợp tác đầu tiên giữa Trung Quốc Quốc dân Đảng và Đảng Cộng sản Trung Quốc thất bại, xảy ra cuộc vận động nổi dậy của nông dân Hồ Nam.
Sau khi cách mạng thất bại, Trung Quốc Quốc dân Đảng thực hiện khủng bố trắng nhưng Dương Khai Tuệ vẫn ôm con trở về Bản Thương tiếp tục đấu tranh. Dù bị mất liên lạc với tổ chức cấp trên, cô vẫn tham gia và lãnh đạo đấu tranh vũ trang ở Trường Sa, Bình Giang suốt 3 năm.
Tháng 10 năm 1930, Dương Khai Tuệ bị bắt, bị đưa về "đội diệt cộng" của bộ tư lệnh cảnh sát Trường Sa của Trung Quốc Quốc dân Đảng.
Ngày 14 tháng 11 năm 1930, Dương Khai Tuệ bị xử tử ở núi Thức Tự, Lưu Dương.